# Can I Be Your Bratwurst, Please?
Can I Be Your Bratwurst, Please? ist ein Camp-Film von Rosa von Praunheim aus dem Jahr 1999 mit dem Porno-Star Jeff Stryker in der Hauptrolle.

## Inhalt
Ein charismatischer und sehr gut aussehender Mann belegt ein Motelzimmer in Hollywood. Der Chef des Motels und seine eingeschworene Gemeinde von Stammgästen sind von dem Fremden betört und versuchen, ihn zu umschmeicheln. Sie laden ihn zum Weihnachtsessen ein. Der junge Mann nimmt die Einladung freundlich an, ahnt allerdings nicht, dass er statt der traditionellen Weihnachtsgans zum festlichen Abendmahl serviert werden soll.

## Notizen
Can I Be Your Bratwurst, Please? hatte 1999 seine Uraufführung bei den Internationalen Hofer Filmtagen, im Fernsehen wurde der Film erstmals im Jahr 2001 von der ARD ausgestrahlt. Can I Be Your Bratwurst, Please? wurde weltweit auf über 250 Filmfestivals gezeigt, unter anderem im Jahr 2000 bei den Internationalen Filmfestspielen von Cannes, eine weltrekordverdächtige Festivalauswertung.
Der Film gehört zu einer Reihe von Filmen verschiedener Regisseure, die von Ziegler Film unter dem Titel Erotic Tales produziert wurde.

## Rezeption
Der Film löste unter den Kritikern viel Begeisterung aus: 

„Wer glaubt, eine anspruchsvolle Erotikreihe müsse auf einen echten Pornostar verzichten, der irrt sich gewaltig. Dafür sorgt Kultregisseur Rosa von Praunheim im zweifelsohne schrillsten und abgefahrensten Film der Staffel. […] Schon immer flanierte Rosa von Praunheim zwischen Berlin und New York. Jetzt eroberte er auch Hollywood mit einem furiosen Comeback, das den Witz seines Klassikers Die Bettwurst mit dem bonbonfarbenen Glamour eines John Waters verbindet.“

 Der Hauptdarsteller war für viele eine Überraschung und überraschend gut: 

„Der Pornostar Jeff Stryker ist in seinem ersten Nicht-Pornofilm ein echter Publikumsliebling.“

 Das Resümee des Filmmaker Magazins fiel eindeutig aus: „Urkomisch! Ein ‚Hit‘.“

## Auszeichnungen
- 2000: Mike Downey Preis der Fachzeitschrift Moving Pictures bei den Internationalen Filmfestspielen von Cannes[4]
- 2001: Team Work Award des Stuttgarter Filmwinters[10]